# Peter August Friedrich von Manteuffel

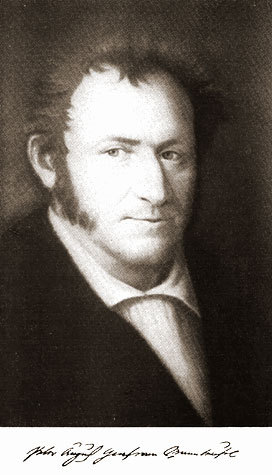
Peter August Friedrich von Manteuffel

Peter August Friedrich von Manteuffel (* 19. Januarjul. / 30. Januar 1768greg. in Reval; † 26. Apriljul. / 8. Mai 1842greg. in Meks) war ein deutschbaltischer Adliger und auf Estnisch schreibender Literat.

## Leben und Werk
Graf Peter August Friedrich von Manteuffel wurde in der estnischen Hauptstadt Reval in ein altes deutschbaltisches Adelsgeschlecht geboren. Sein Vater Graf Karl Reinhold Manteuffel (1721–1779) war Oberstleutnant in der zaristischen Armee. Sein Großvater Gotthard Johann Zoege von Manteuffel († 1763) war Landrat und Vize-Gouverneur von Estland. Die Mutter Helene († 1772) stammte aus der adligen Familie von Uexküll. Der Familie gehörten bedeutende Güter in ganz Estland und Livland.
Peter von Manteuffel hatte eine jüngere und eine ältere Schwester. Er verlor die Mutter, als er vier, den Vater, als er elf Jahre alt war. Seine Jugend wird als abenteuerreich beschrieben. Den Freuden des Lebens, insbesondere Festen, Tanz und Frauen, schien Peter von Manteuffel zugeneigt gewesen zu sein.
Im Sommer 1787 begann Peter von Manteuffel die für Adlige obligatorische Grand Tour durch Europa. Begleiter und Hauslehrer war Otto Wilhelm Masing (1763–1832), der im Jahr zuvor sein Theologiestudium an der Universität Halle abgeschlossen hatte. Manteuffel hielt sich längere Zeit in Deutschland auf und besuchte an der Universität Leipzig Vorlesungen. Er reiste auch nach Rom.
In Wien lernte er die Schäferstochter Johanna Dressler (* 1776) kennen, die aus Großbreitenbach in Thüringen stammte. Sie begleitete Manteuffel bei seiner Rückkehr nach Estland. Da an eine Hochzeit aufgrund der Standesunterschiede nicht zu denken war, wurde sie auf dem Gutshof Peter von Manteuffels in Meks Haushälterin. Aus der Liebesbeziehung gingen in den Jahren 1794 bis 1798 drei Töchter hervor. Sie erhielten den Familiennamen Zweig und stiegen später durch Heirat in den Adelsstand auf. Die jüngste Tochter Amalie heiratete später den deutschbaltischen Weltumsegler Otto von Kotzebue (1787–1846), einen Sohn des Schriftstellers August von Kotzebue (1761–1819). Nach Meks zogen auch Johannas Eltern, die sich als Kneipiers niederließen.
Nach dem Tod Johannas heiratete Peter von Manteuffel im Oktober 1816 die Baronin Helene Louise Elisabeth von Uexküll-Güldenband (1788–1849). Aus der Ehe gingen zwei Söhne und zwei Töchter hervor. Die Tochter Elisabeth Wilhelmine (1818–1902) heiratete später ebenfalls einen Sohn August von Kotzebues, Generalleutnant Paul Demetrius von Kotzebue (1801–1884).
Peter von Manteuffel starb 1842 im Alter von 74 Jahren auf seinem Gut Meks, auf dem er die meiste Zeit seines Lebens verbracht hatte. Er wurde auf dem Friedhof von Kosch beigesetzt.

## Literarisches Werk
Bekannt war der exzentrische Peter von Manteuffel für seine Sympathien gegenüber der estnischen bäuerlichen Bevölkerung. Der estophile Adlige stellte in frühen Jahren auch Gedichte in estnischer Sprache vor, die er als Versdialog unter dem Titel Üks Ennemuiste lugu ühhe Warga peäle publizierte. Die meisten seiner Gedichte sind allerdings verlorengegangen. Oft waren sie einzelnen Frauen wie Liisu oder Tiiu gewidmet. Man kann nur vermuten, dass sich dahinter bestimmte Dorfmädchen verbargen. Daneben wird die Autorenschaft Peter von Manteuffels hinter einigen anonymen Lyrik- und Prosa-Schriften vermutet.
1838 veröffentlichte Peter von Manteuffel den aufklärerischen Erzählband Aiawite peergo walguse über das Leben und die Gebräuche der estnischen Landbevölkerung. Das estnischsprachige Buch enthält verschiedene Kurzprosa, vor allem Dorfgeschichten. In den Geschichten sind ebenfalls volkstümliche Gedichte enthalten, die zur damaligen Zeit wahrscheinlich mündlich tradiert wurden. Manteuffel bediente sich bei seinen Werken freier Ideen, die er Kalendergeschichten und anderer Kurzprosa der damaligen Zeit entlieh.
Die lebendige Schilderung des Landlebens, gelungene Milieubeschreibungen, viel Humor, Intrigen und Liebesgeschichten machten den Band unter der estnischen Landbevölkerung populär. Er wurde bereits ein Jahr später nachgedruckt. Im Gegensatz zum übrigen meist trockenen aufklärerischen Schrifttum der Zeit steht eine moralisierende Haltung des Autors im Hintergrund.
Der Orientalist, Sinologe und Finnougrist Wilhelm Schott (1802–1889) übersetzte 1854 Auszüge des Buchs im Archiv für wissenschaftliche Kunde von Russland auch ins Deutsche. Zwei Jahre später erschien eine Übersetzung ins Finnische von Elias Lönnrot (1802–1884).
1839 erschien in Tallinn Peter von Manteuffels Prosa-Werk Willem Nawi ello-pävad im Druck. Das weniger erfolgreiche Buch propagiert die Enthaltsamkeit von alkoholischen Getränken, was der Autor auch in seinem Vorwort erwähnt. Manteuffel sprach mit seinem Buch das weit verbreitete Problem des Alkoholismus auf dem Land an. Der Inhalt ist dem in Aarau 1837 erschienenen populären Aufklärungsbuch „Die Branntweinpest“ des Schriftstellers Heinrich Zschokke (1771–1848) entlehnt.

## Kuriosa
Peter von Manteuffel war wegen seiner volkstümlichen Zuneigung zur estnischen Landbevölkerung und ihrer Sprache unter den Deutsch-Balten eine Absonderlichkeit. In die Gelehrte Estnische Gesellschaft ist er nie aufgenommen worden.
Er versuchte sich auch (erfolglos) in der Konstruktion von Flugmaschinen mit Flügeln und Pedalen. Daher wurde von Manteuffel von seinen Zeitgenossen „der verrückte Graf“ genannt.